# BGO Records
BGO Records is een Brits platenlabel, dat eerder uitgekomen albums opnieuw uitbrengt. Het label beperkt zich niet tot een bepaald genre, maar komt met onder meer jazz, blues, rock, pop, folk, country, easy listening, rock-'n-roll en soundtracks. Het reissue-label is gevestigd in Bury St. Edmunds (Suffolk).
Artiesten van wie platen opnieuw op dit label uitkwamen zijn onder meer:
- Jazz: Duke Ellington, Al Di Meola, Buddy Rich, Django Reinhardt, Earl Klugh, Jean-Luc Ponty, Joe Pass en Mike Westbrook.
- Blues: B.B. King, Bobby Bland, Buddy Guy, Freddie King, George Thorogood, Groundhogs, John Lee Hooker, John Mayall, Johnny Winter, Memphis Slim, Mick Clarke, Muddy Waters, Savoy Brown, T-Bone Walker, Taj Mahal en de Blues Band.
- Rock en pop: Albert Hammond, America, Angel, Atlanta Rhythm Section, Brinsley Schwarz, Canned Heat, Debbie Harry, Don McLean, Dory Previn, Dr Hook, Family, Gentle Giant, Harvey Mandel, Jan Akkerman, Johnny Rivers, Loggins & Messina, Mud, New Riders of the Purple Sage, Pat Benatar Quicksilver Messenger Service, REO Speedwagon, Robin Trower, Sammy Hagar, Steppenwolf, Steve Harley & Cockney Rebel, Suzi Quatro, Ten Years After en James Gang.
- Folk: Clive Gregson & Christine Collister, Gordon Lightfoot, Ian Matthews, Leo Kottke, Maddy Prior, Michael Chapman, Mick Softley, Richard Thompson, Tom Rush en The Corries.
- Country: Doc & Merle Watson, Merle Haggard, Patsy Cline, Poco, Slim Whitman en Nitty Gritty Dirt Band.
- Rock & roll: Bobby Vee, Chuck Berry, Del Shannon, Johnny Burnette en Ricky Nelson.
- Easy-listening: Bobby Goldsboro, Shirley Bassey en Connie Francis.
- Soul: Earth, Wind & Fire, Isley Brothers en Ohio Players.
- Wereldmuziek: Ravi Shankar.